# Пјер Мариво
Пјер Карле де Шамблен де Мариво (фр. Pierre Carlet de Chamblain de Marivaux; Париз, 4. фебруар 1688 — Париз, 12. фебруар 1763) био је француски књижевник.

## Биографија
Рођен је у Паризу. Похађао је колеџ ораторијанаца у Риому, где му је отац радио као чиновник у ковници новца. Године 1710. уписује се на студије права, али их не завршава. Посећује париске књижевне салоне, где се упознаје са познатим писцима као што су Фонтенел, Ла Мот, Монтескје и опат де Сен-Пјер. Објављује своју прву комедију (1712), а након тога и своје прве романе и пародије.
Оженио се 1717. године пет година старијом Коломбом Болоњ (Colombe Bоlogne), са којом је 1719. добио ћерку Коломб-Проспер. Исте године му је у Риому умро отац, следеће је банкротирала банка у којој се налазио позамашан женин мираз, а 1723. му је умрла супруга. Још за њеног живота био се зближио са Силвијом Балети, глумицом која је тумачила главне улоге у његовим комадима, али са њом није засновао брачну заједницу: од 1744. до смрти, становао је са извесном госпођицом Сен-Жан (M-lle Saint-Jean). Пошто је 1720. године запао у тешку материјалну оскудицу, у потпуности се посвећује књижевном и издавачком раду. Од 1742. је члан Француске академије, а 1759. је, иако већ болестан, изабран за њеног директора.  И поред писања и чланства у академији, Мариво је био принуђен да своју ћерку смести у манастир, немајући довољно средстава за њен мираз. У старости је био све мање књижевно активан и на маргини тадашњег књижевног живота Француске.

## Доприноси
Почео је да пише већ са осамнаест година. Доста је лутао док није пронашао свој пут, али се никада није одрекао подједнаког интересовања за позориште, роман и есеј. Ипак, његов највећи допринос је на пољу драме. Поред једне друштвене комедије и једне трагедије, створио је посебну драмску врсту  мариводаж (marivaudage). Сарађивао је са обе позоришне трупе свога времена – Италијански глумци и Француска комедија. Прва је изведела преко двадесет његових дела, а друга око десет.
Неки његови комади су изазивали велику пажњу, да би други  били одмах заборављани. Опет, чак иста дела би у различитим временима била другачије  прихватана.

###### Најпознатији комади су:
- Арлекин углађен љубављу (Arlequin poli par l’amour, 1720);
- Љубавно изненађење (La Surprise de l’amour, 1722);
- Двострука непостојаност (La Double inconstance, 1723) и
- Игра љубави и случаја (Le Jeu de l’amour et du hasard, 1730).

###### Најзначајнији роман:
- Маријанин живот (La Vie de Marianne).

###### Есеји
- Најпознатији есеј Пјера де Марива је о Жану Расину

## Карактеристике
У својим делима, трагао је за затамњеним деловима срца у којима се скрива љубав у страху да не буде уочена, а циљ сваке од његових комедија био је да изгони из сваког од тих кутака. Особине су које се обично истичу уз свако од његових дела јесу духовитост, осећајност, финоћа, деликатност, поезија и психолошка уверљивост, али и мајсторство конверзације. Неки су замерали да у његовим комадима нема довољно радње, а да има сувише духовитости. Мислило се, такође, да је више живахан и површан него дубок. Други су опет могли да проникну у дубље филозофске нивое написаног па је сасвим извесно да његова дела вероватно нису за свакога.
- Расправа (и тако те ствари), прозна комедија Пјера Маривоа, СНП, Нови Сад, 2006/07. Фотографије су део фото збирке Српског народног позоришта.